# Mira Bartók
Mira Bartók, geborene Herr (* 1959 in Chicago), ist eine amerikanische Autorin. Ihre Memoiren The Memory Palace wurden mit dem National Book Critics Circle Award for Memoir/Autobiography ausgezeichnet. Ihr Buch Der Wunderling ist ein Kinder-Fantasy-Roman. Sie lebt in den USA mit ihrem Ehemann, dem Musiker Doug Plavin, und ihrem Hund Sandie. Ihr Roman Der Wunderling, ein Jugendroman mit dem Untertitel Liederfänger handelt von einem Erdling, einem magischen Geschöpf, das eine Kreuzung aus Mensch und Tier ist, auf seiner Suche nach Zuhause. Das Buch, übersetzt aus dem Englischen von Sabine Schulte, besteht aus drei Teilen.